# Wide receiver
A wide receiver (WR) egy pozíció az amerikaifutballban. Ők leginkább a passzjátékoknál fontosak, ők az irányító első számú célpontjai. A WR-ek a leggyorsabb játékosok közé tartoznak. Általában a legismertebb játékosok (az irányítók mellett) a wide receiverek sorai közül kerülnek ki. Ennek oka, hogy a legszebb, legnagyobb play-ek általában a passzjátékok, amelyeknek ők a kulcsfigurái, a leglátványosabb touchdownok többségét ők szerzik. Nevük a wide (szélső) és a receive (kapni) szóból ered. A wide receivereket nagy futósebesség és kis testsúly jellemzi.

A wide receiver elhelyezkedése

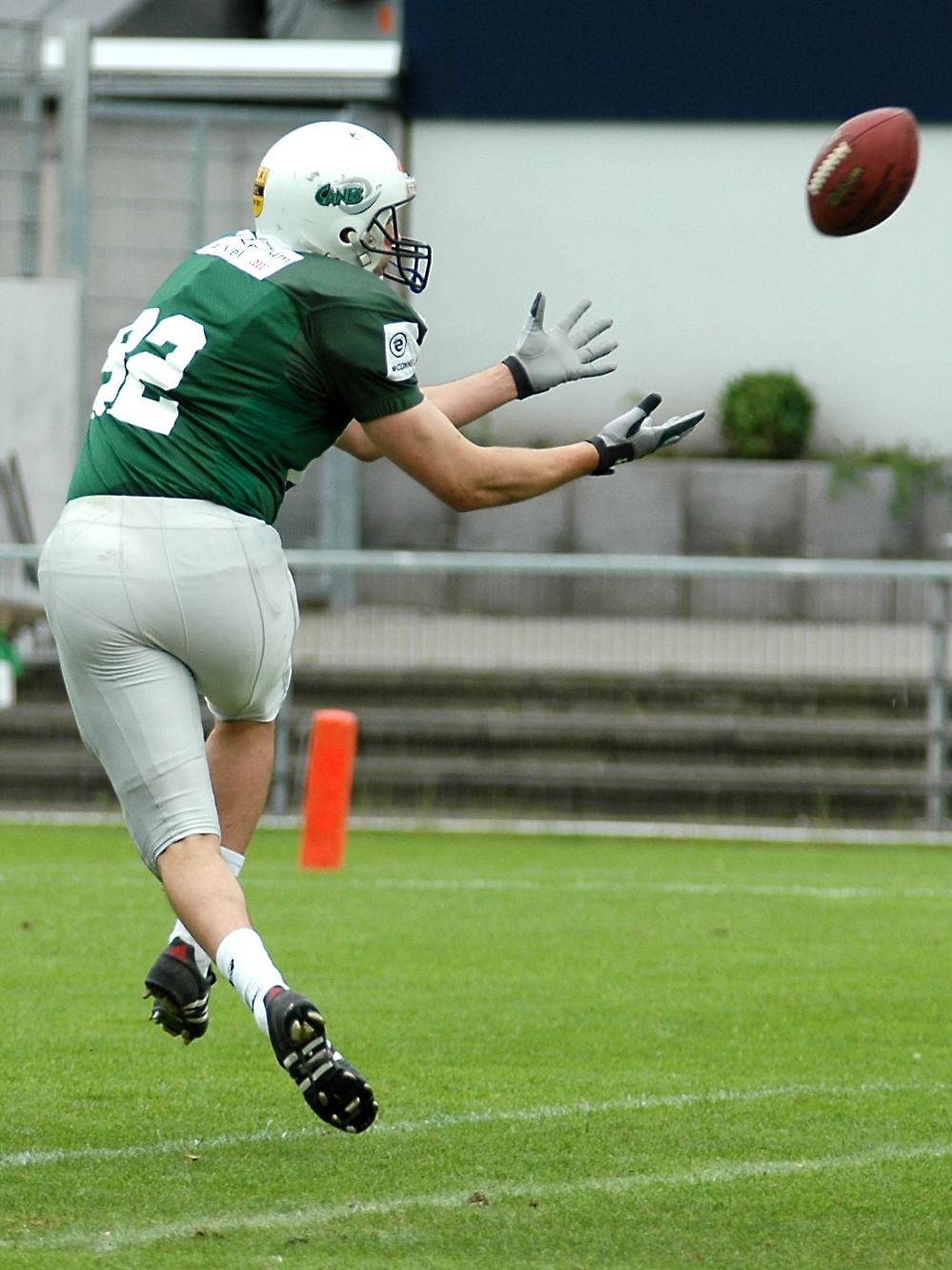
Wide receiver

## Szerepköre
Általában az offensive line legszélső tagjától egy-két méterre áll. A snap után megindul, általában előre. Ha passzjátékot játszanak, a WR megpróbálja lerázni védőjét (Cornerback), hogy utána szabadon várja a passzt. Ilyen esetekben, ha az irányító észreveszi, megpróbálja a kezébe, vagy elédobni a labdát. Ha a WR elkapja, completed pass és futhat, ameddig tud. Ha nem kapja el, pass incomplete. Ilyenkor ugyanonnan indulhat a támadó csapat.
Ritkán futásra is használják őket, ezek az ún. „reverse” és „end-around” play-ek. Az előző abban különbözik a másodiktól, hogy a quarterback először átadja a labdát a running backnek, majd az adja át a labdát a vele szembefutó wide receivernek. Az end-around play-eknél az irányító közvetlenül a receivernek adja át a labdát.

## Típusai
- Split End (SE): a fal vonalában áll.
- Flankers (FL): a fal mögött egy-két lépéssel áll.
- Slot End (SL): a fal és egy másik WR mögött áll; csak három vagy több receivernél használják (lásd: Spread, Shotgun)

## Mezszámai
Egy csapatban egy receivernek 10–19 közt lehet a száma, míg a többinek 80–89 között kell lennie.

## Szabálytalanságok
Nem ritkán a wide receiverek olyan jó helyzetben vannak, hogy az ellenfél csak szabálytalankodással állíthatja meg. Ilyen esetekből sorolunk fel párat a teljesség igénye nélkül.
- Facemask: két fokozata létezik. Az enyhébb, amikor szándékosan „lefejeli” az ellenfél játékosát (a sisak rácsai csattannak). A súlyosabb, mikor a játékos ellenfele sisakrácsába kapaszkodik. Büntetés: az első esetben 5 yard, a másodikban 15 yard.
- Pass interference: a védekező játékos nem érhet úgy hozzá az elkapóhoz, hogy azzal akadályozná őt az elkapásban. Ha a passz elindítását követően valaki hozzáér a labdához, már nem beszélhetünk pass interference-ről. Büntetés: a szabálytalanság elkövetésének pontjától jöhet a támadó csapat és automatikus first down lép életbe. Ha az end zone-ban történik a szabálytalanság, akkor 1 yardról jön a támadó csapat.
- Defensive holding, illegal use of hands: valamelyik védőjátékos visszafogja az ellenfél játékosát (ha az ellenfél játékosa elhagyja a blokkoló játékos vonalát, visszahúzni nem lehet), vagy szabálytalanul blokkol. Az elkapókkal csak a scrimage line-tól számított 5 yardon belül szabad ütközni, azon túl tilos. Büntetés: 5 yard + automatikus first down.

Természetesen ezeket a szabálytalanságokat elkövetheti a wide receiver is, de a büntetés változik:
- Facemask: büntetés: az első esetben 5 yard, a másodikban 15 yard.
- Pass interference': büntetés: a támadó játékos szabálytalansága esetén az előző snap pontjától számított 10 yard büntetés.
- Offensive holding, illegal use of hands: büntetés: 5 yard

## Hall of Fame
| Név               | Karrier   | Bekerülés éve |
| ----------------- | --------- | ------------- |
| Alworth, Lance    | 1962–1972 | 1978          |
| Biletnikoff, Fred | 1965–1978 | 1988          |
| Gifford, Frank    | 1952–1964 | 1977          |
| Hayes, Bob        | 2000–2002 | 2009          |
| Irvin, Michael    | 1988–1999 | 2007          |
| Joiner, Charlie   | 1969–1986 | 1996          |
| Krause, Paul      | 1964–1979 | 1998          |
| Largent, Steve    | 1976–1989 | 1995          |
| Lofton, James     | 1978–1993 | 2003          |
| McDonald, Tommy   | 1957–1968 | 1998          |
| Mitchell, Bobby   | 1957–1968 | 1983          |
| Monk, Art         | 1980–1995 | 2008          |
| Rice, Jerry       | 1985–2004 | 2010          |
| Stallworth, John  | 1974–1987 | 2002          |
| Swann, Lynn       | 1974–1982 | 2001          |
| Taylor, Charley   | 1964–1977 | 1984          |
| Warfield, Paul    | 1964–1977 | 1983          |